# Sangisari
Sangisari, maleni zapadnoiranski narod iz iranske provincije Semnân. Njihova populacija iznosi oko 37,000, a žive većinom u gradu Sangsar (سَنگسَر;Mahdi Shahr) i nekoliko okolnih sela. Govore jezikom sangisari ili sangesari, članom iranske skupine jezika. Vjera muslimanska.